# Südmolukken-Flughund

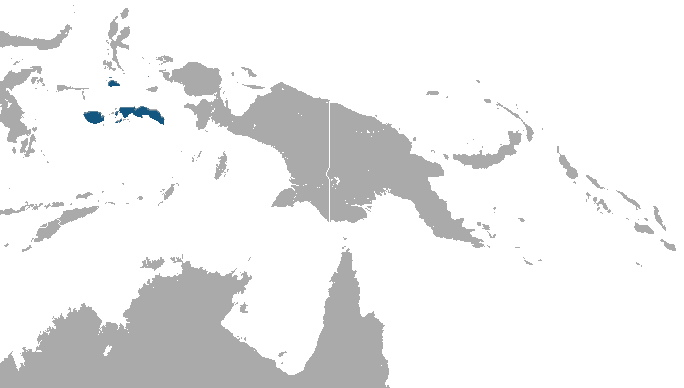
Verbreitungsgebiet des Südmolukken-Flughundes (nur größere Inseln sichtbar)

Der Südmolukken-Flughund (Pteropus chrysoproctus) ist ein auf der zu Indonesien gehörenden Inselgruppe der Molukken verbreitetes Fledertier in der Familie der Flughunde. Eine zeitweilig als Unterart dieses Flughundes (P. c. argentatus) geführte Population, zählt laut neueren Erkenntnissen zum Sulawesi-Flughund (Acerodon celebensis).

## Merkmale
Die schwanzlosen Exemplare sind 190 bis 265 mm lang und wiegen 300 bis 420 g. Sie besitzen 163 bis 177 mm lange Unterarme, Hinterfüße von 48 bis 55 mm Länge und 27 bis 30 mm lange Ohren. Je nach Verbreitung ist das Fell kastanienbraun, rotbraun oder gelbbraun, wobei die Haare an den Wurzeln immer rehkitzbraun bis rötlich sind. Um die Schultern ist ein rotgelber bis goldfarbener Mantel vorhanden. Es gibt auch Individuen mit dunkler Brust oder ockerfarbenen Schenkeln. Von der Oberseite haben die Flughäute ein schwarzes Aussehen. Typisch sind schmale Eckzähne und Backenzähne, die enger als beim Schwarzbart-Flughund (Pteropus melanopogon) stehen. Männchen besitzen längere und etwas robustere Eckzähne als Weibchen.

## Verbreitung
Dieser Flughund ist von Buru bis zu den Watubela-Inseln sowie auf Obira, Bisa und auf kleinen Inseln in der Halmaherasee verbreitet. Er lebt im Flachland bis 250 Meter Höhe. Die meisten Exemplare sind auf feuchte Tropenwälder beschränkt. Kleinere Populationen besuchen Gärten und Plantagen.

## Lebensweise
Der Südmolukken-Flughund bildet am Ruheplatz kleine Gruppen oder selten größere Kolonien. Das Versteck wird öfter mit dem Schwarzbart-Flughund geteilt. Die Nahrungssuche findet zwischen der Abend- und Morgendämmerung in ursprünglichen Wäldern statt. Laut Berichten von Einheimischen zählen Blüten von Durianbäumen sowie Früchte der Pflanzengattungen Ceiba und Syzygium zur Nahrung. Vermutlich werden auch andere Früchte gefressen. Das Fortpflanzungsverhalten ist nicht bekannt.

## Gefährdung
Waldrodungen stellen die größte Bedrohung dar. Die Flughunde werden auch als Bushmeat gejagt. Ohne Veränderung der Situation nimmt die Gesamtpopulation schätzungsweise zwischen 2013 und 2037 mit etwas mehr als 30 Prozent ab. Die IUCN listet den Südmolukken-Flughund als gefährdet (vulnerable).